# Voọc xám chân đen
Voọc xám chân đen (danh pháp hai phần: Semnopithecus hypoleucos) là một loài động vật có vú trong họ Cercopithecidae, bộ Linh trưởng. Loài này được Blyth mô tả năm 1841.

## Hình ảnh

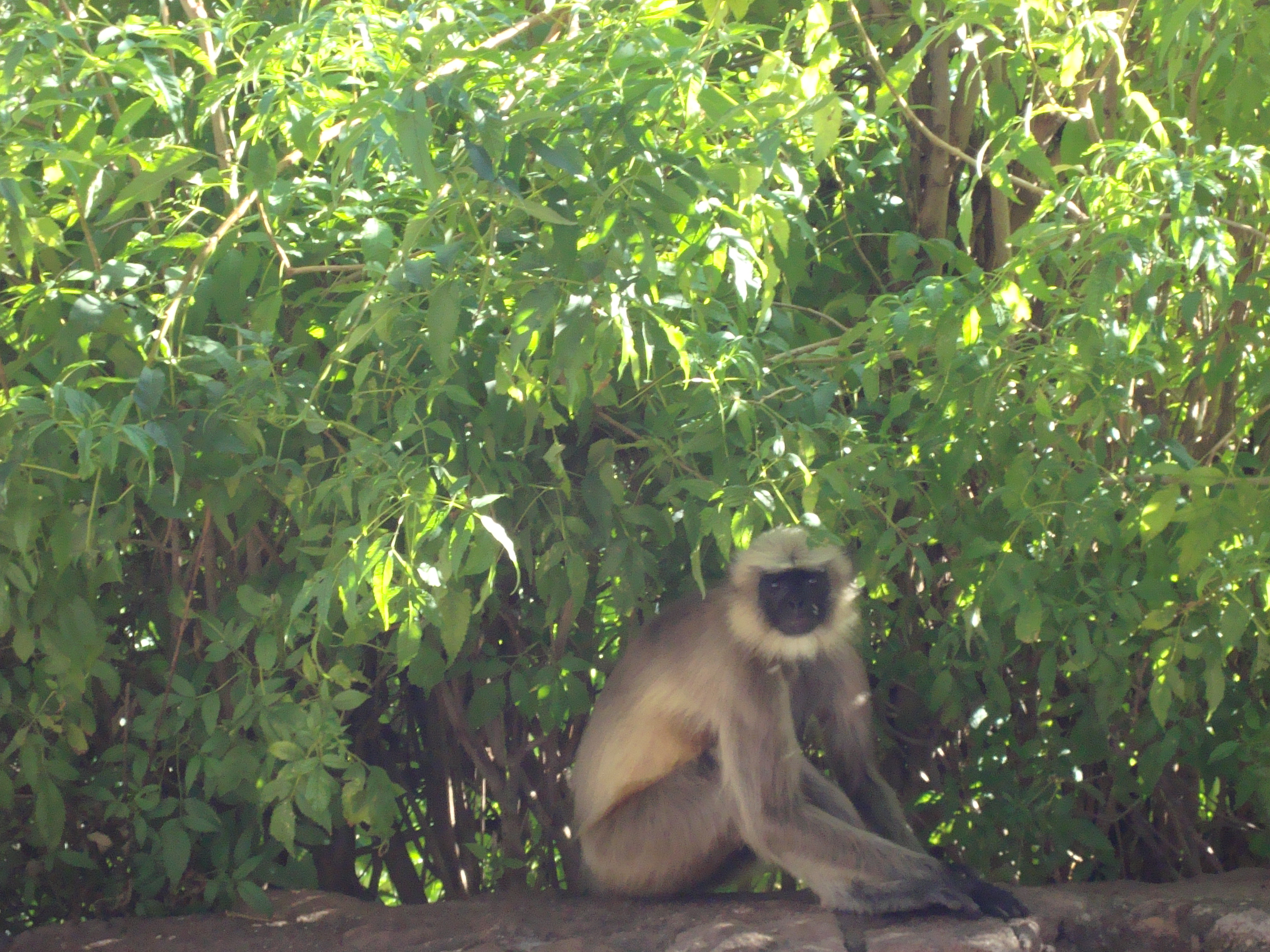
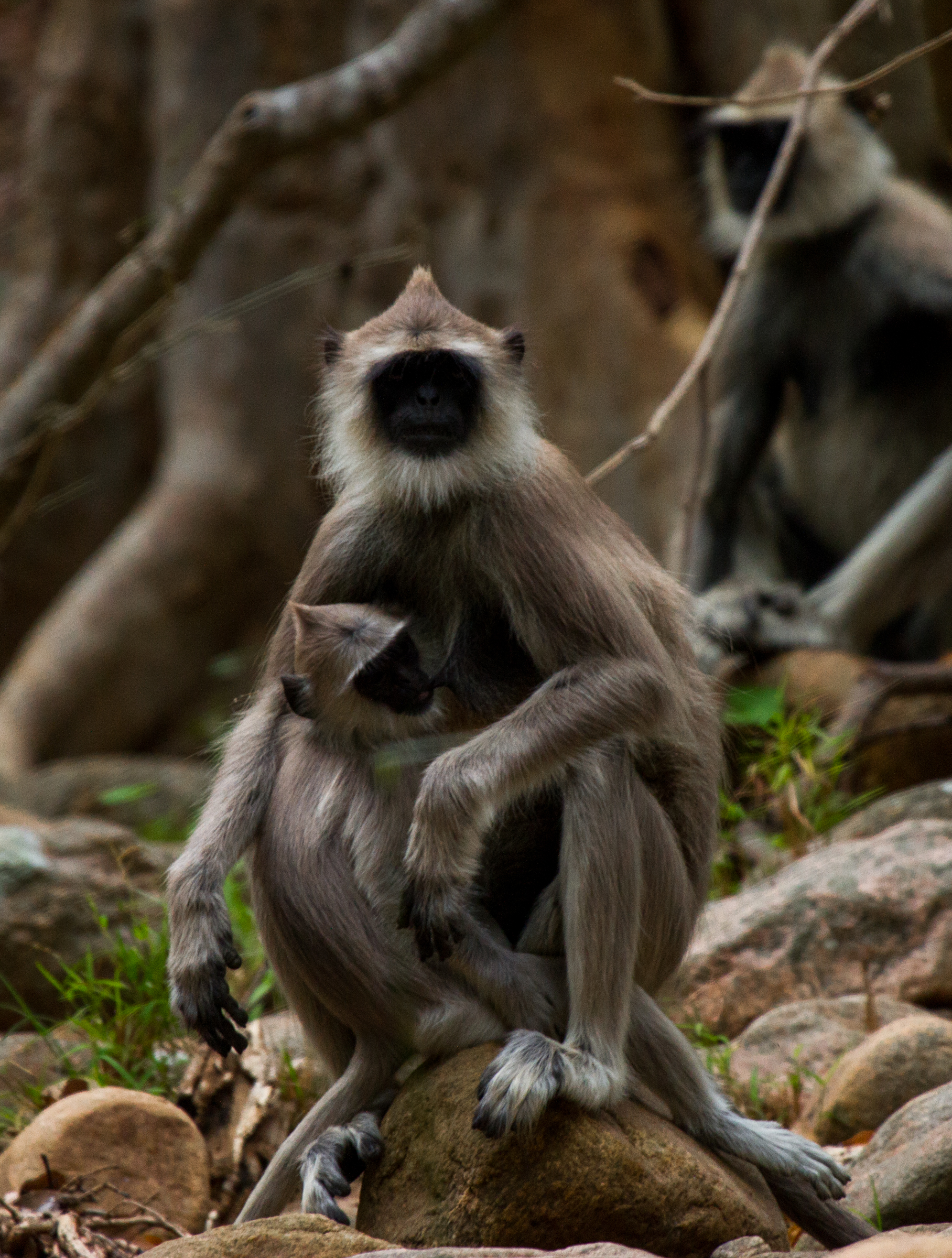